# Milă
- Milă (sentiment)
- Milă, unitate de măsură anglo-saxonă a lungimii:
  - 1 milă (terestră) = 1.609,344 m = 1.760 yards = 63.360 inches (țoli)
  - 1 milă marină = 1.852 m
  - 1 inch = 1 țol = 25,4 mm
  - 1 foot (ft) = 1′ = 12 in. = 1/3 yd. = 30,48 cm = 0,3048 m
- În Antichitate:
  - 1 „milă romană” (mille passus) = 1.000 (passus) (1 pasus = doi pași, pas dublu) circa. 1.470 - 1.490 m
  - la greci „stadion” 185,4 m (157 - 211 m)
  - 1 milă galică (latină leuca) = 2.450 m
  - la germani: unitatea de lungime era „rasta” = 4,8 - 4,9 km
  - la germani: mila istorică = 5.532,5 m - 10.044 m
  - la germani: mila prusacă = 10.000 de pași

## Mila și leghea în diferite țări
- circa 1.482 m – mille passus milliarium, în Imperiul Roman
- circa 1.500 m - mila persană
- 1.524 m - mila engleză (cunoscută și ca London Mile)
- 1.609,3426 m - mila (terestră) anglo-saxonă (SUA și Marea Britanie, cunoscută și ca statute mile) valabilă până la 1 iulie 1959
- 1.609,344 m - mila (terestră) anglo-saxonă (SUA și Marea Britanie), noua statute mile (= 1760 yards), după 1 iulie 1959
- 1.820 m – Italia
- 1.852 m mila marină internațională
- 1.852,3 m – (1 meridian minut)
- 1.853,181 m – mila nautică Turcia
- 1.855,4 m – (1 minut ecuatorial) știind că lungimea ecuatorului este circa. 40.000 km
- 2.065 m – Portugalia
- 2.450 m - leuca celtă introdusă oficial de împăratul roman Septimius Severus (146-211) în provinciile romane galice și germane
- 2.470 m – Sardinia, Piemont
- 2.622 m – Scoția
- 2.880 m – Irlanda
- 3.780 m – Flandra
- 3.898 m - lieue (Postleuge) corespundea cu 2000 de lungimi corporale
- 4.452,2 m –  (lieue commune) Franța
- 4.808 m – Elveția
- 5.500 m - legua Portugalia
- 5.532,5 m –legua terestră prusacă
- 5.570 m - legua în Spania și Chile
- 7.400 m – Olanda
- 7.467,6 m – Rusia (7.467,6 m = 7 verști; 1 verst = 1066,7 m)
- 7.585,9 m – mila poștală Austro-Ungaria
- 7.850 m – România
- 10.000 m – Scandinavia
- 4.000 m - în general „leghea metrică”